# HD 134044
HD 134044，又名BD+37 2608，SAO 64503、HR 5630，是一颗恒星，视星等为6.35，位于銀經59.53，銀緯59.98，其B1900.0坐标为赤經15h 2m 40s，赤緯+36° 59.98′ 26″。